# Pont National (Paris)
Der Pont National ist eine Straßen- und Eisenbahnbrücke über die Seine.

## Lage
Die Brücke liegt im Osten von Paris und verbindet das 12. mit dem 13. Arrondissement von der Porte de Bercy zur Porte de la Gare. Auf einer Länge von 188,50 m stehen 5 Steinbögen, die die beiden ehemaligen Stadttore, Porte de Bercy und Porte de la Gare, verbanden.
Als Eisenbahnbrücke diente sie der Ligne de Petite Ceinture. Heute verkehrt hier die Linie 3 der Pariser Straßenbahn. Für Fahrzeuge verbindet sie den Boulevards des Maréchaux (Boulevard Poniatowski) mit dem Boulevard du Général-d’Armée-Jean-Simon.

## Geschichte

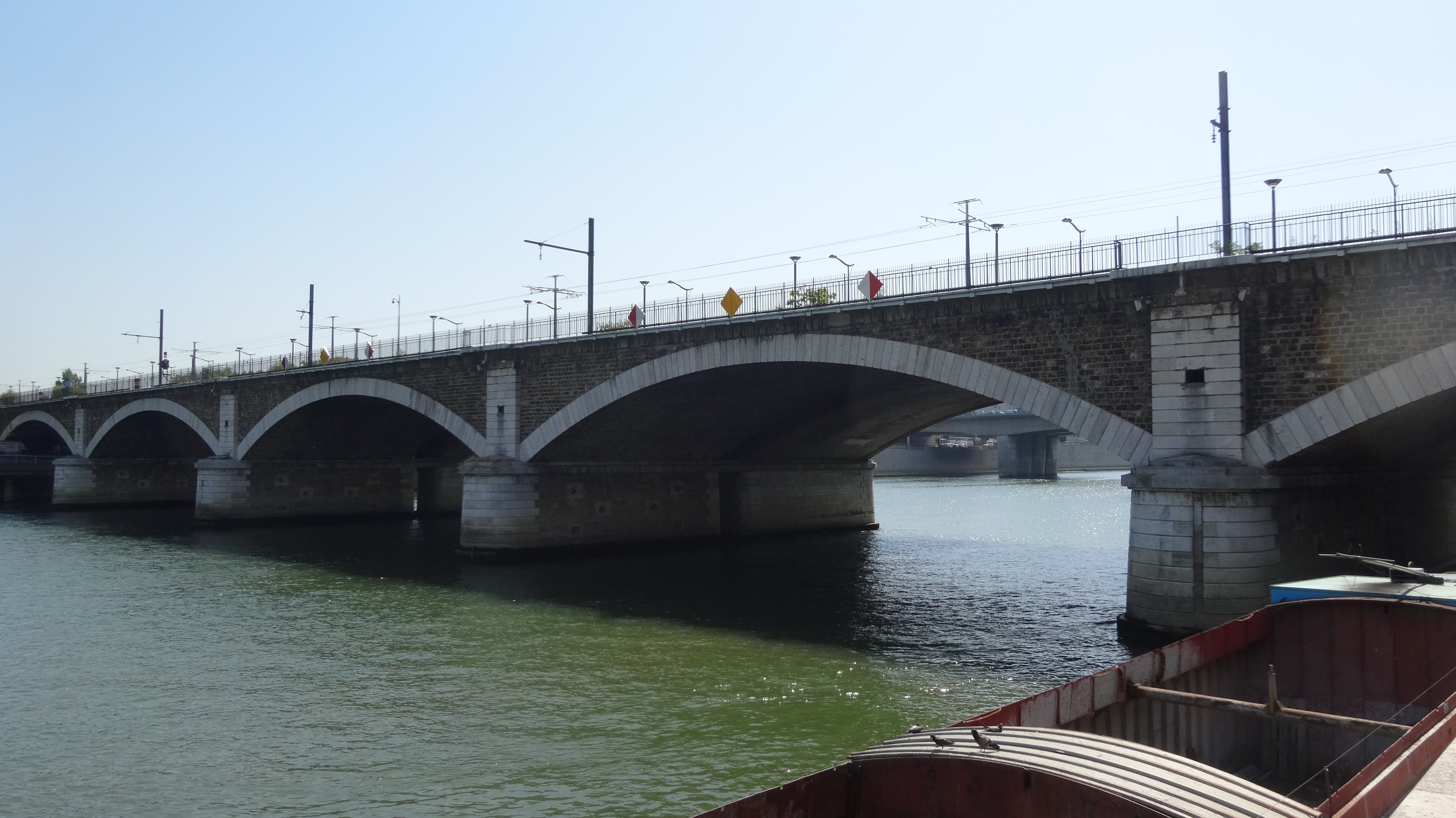
Sicht vom Quai Panhard et Levassor

Der Brücke wurde ursprünglich der Name Pont Napoléon III gegeben. Nach dem verlorenen Krieg 1870/71 wurde sie in Pont National umbenannt.
Der Pont National wurde zwischen 1852 und 1853 von den Ingenieuren Eugène Couche und Petit gebaut. Es war die erste Straßen- und Eisenbahnbrücke des Zweiten Kaiserreichs, die die Bahnhöfe Batignolles und Orléans (heute Bahnhof Paris-Austerlitz) anstelle der traditionellen Pferdekutschen, die zwischen den beiden Bahnhöfen verkehrten, verband. 1860 wurde die Brücke zur Flussgrenze, als die umliegenden Orte nach Paris eingemeindet wurden.
Zwischen 1936 und 1944 wurde flussaufwärts ein Anbau angebracht, wobei der Umbau kaum durch die deutsche Besatzung behindert wurde. 1953 gab es dann weitere Veränderungen.
Zusammen mit der Verlängerung der Linie 3 der Pariser Straßenbahn (2012) wurde 2011 ein Weg für Fußgänger und Radfahrer angebaut.